# Yaita
Yaita (jap. 矢板市 Yaita-shi) – miasto w Japonii, w prefekturze Tochigi. Ma powierzchnię 170,46 km². W 2020 r. mieszkało w nim 31 175 osób, w 12 000 gospodarstw domowych  (w 2010 r. 35 358 osób, w 12 432 gospodarstwach domowych).